# Helen Hardacre
Helen Hardacre (1949) est une universitaire et japonologue américaine. Elle est professeur de religion et de société japonaise à l'institut Reischauer de l'Université Harvard.
Fille de l'historien britannique Paul H. Hardacre, elle a comme lui reçu un Gugghenheim fellowship.

## Parcours
Elle a été directrice du Edwin O. Reischauer Institute of Japanese Studies de 1995 à 1998. Ses recherches portent sur la société japonaise et les religions au Japon ainsi que sur les conséquences des potentiels amendements constitutionnels sur le futur de la religion au Japon.  En se concentrant sur l'histoire religieuse japonaise de la période moderne, elle a fait une vaste étude sur le terrain des organisations religieuses shintoises et bouddhistes contemporaines, la vie religieuse de la minorité coréenne japonaise et la ritualisation contemporaine de l'avortement. Elle a également étudié le shintoïsme d'État et dirige un projet de recherche sur la révision constitutionnelle au Japon.

## Sélection d'ouvrages
Dans un aperçu statistique dérivé de textes écrits par et sur Helen Hardacre, OCLC / WorldCat englobe environ trente ouvrages et 80 publications en 3 langues et plus de 5,000 fonds de bibliothèque.
- Lay Buddhism in Contemporary Japan : Reiyūkai Kyōdan (1983)
- The Religion of Japan's Korean Minority : the Preservation of Ethnic Identity (1984)
- Kurozumikyō and the New Religions of Japan (1985)
- Maitreya, the Future Buddha (1988)
- Marketing the Menacing Fetus in Japan (1988)
- Shintō and the State, 1868-1988 (1989)
- Asian Visions of Authority Religion and the Modern States of East and Southeast Asia (1994)
- New Directions in the Study of Meiji Japan (1997)
- The Postwar Development of Japanese Studies in the United States (1998)
- Religion and Society in Nineteenth-Century Japan: a Study of the Southern Kantō Region, using late Edo and early Meiji Gazetteers (2002)
- (en) Helen Hardacre, Shinto : A History, New York (N.Y.), OUP USA, 26 janvier 2017, 720 p. (ISBN 978-0-19-062171-1 et 0-19-062171-0, lire en ligne).

## Source de la traduction
- (en) Cet article est partiellement ou en totalité issu de l’article de Wikipédia en anglais intitulé « Helen Hardacre » (voir la liste des auteurs).